# 伯肯海德公园
伯肯海德公园（英語：Birkenhead Park）是位于英国默西塞德郡伯肯海德市中心的一个大型公园。该公园由约瑟夫·帕克斯顿设计，于1847年4月5日正式向公众开放。这座公园被认为是世界上第一个公共性的城市公园。
1977年，该公园于被指定为保护区。1995年，被列为英国文化遗产中的一级景观。伯肯海德公园影响了纽约中央公园和利物浦塞夫顿公园的设计。
公园中有许多建筑。位于东北角的公園大門由刘易斯·霍恩布洛尔设计，由三个拱门组成，两侧是小屋，柱子为爱奥尼柱式。瑞士桥是一座由桁条结构构成的人行天桥，是英国唯一一座传统木制结构的廊桥。公园里的湖边还有一个叫做罗马船屋的亭樓。公园内还有许多不同种类的历史悠久的小屋。
公园设有现代化的游客中心、咖啡馆、儿童游乐区、绿道以及多家运动俱乐部。

## 历史

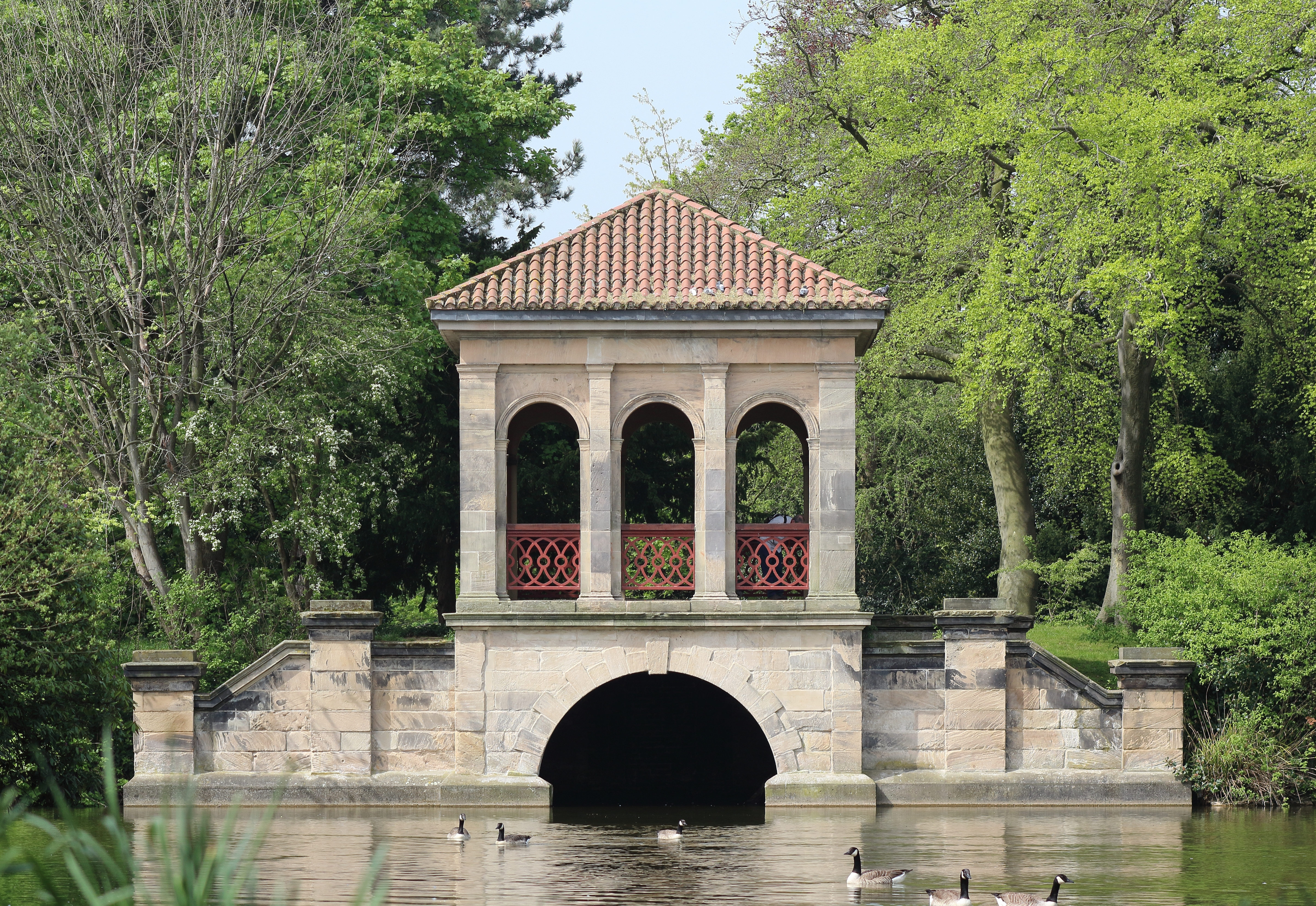
罗马船屋

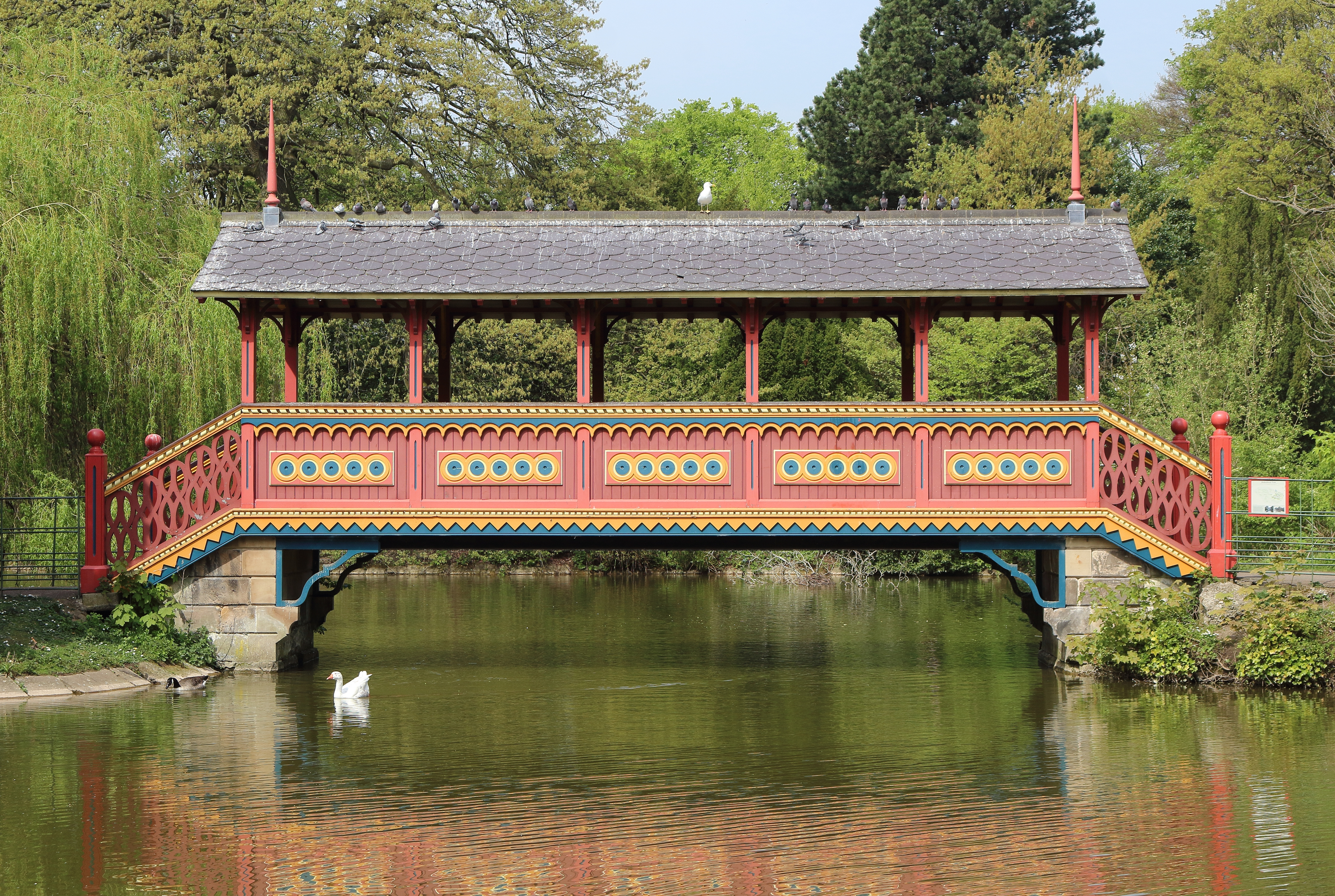
湖面上的瑞士桥

1841年，伯肯海德市政府的优化委员会提出了建设城市公园的构想。拟建公园边缘的地块随后被出售，以资助其建设。公园规划由约瑟夫·帕克斯顿（Joseph Paxton）做出，建筑由爱德华·坎普（Edward Kemp）监督设计。刘易斯·霍恩布洛尔和约翰·罗伯逊为公园设计了入口、大门、小屋和其他公园建筑。与此同时，在公园周围以及附近其他地区建造高级住宅区，如克利夫顿公园，还有沃尔特·斯科特（Walter Scott）和查尔斯·里德（Charles Reed）设计的住宅等。虽然一些大房子和私人别墅最初是由当地富裕商人建造的，但是19世纪后期的长期萧条导致许多地块直到20世纪初仍未被开发。
公园花了五年时间建成。1847年4月5日，由Morpeth勋爵正式宣布对公众开放，这一天大约有10000人参观公园。这座公园并不是一个布局规整齐的城市公园，而是一种非常规的风格。公园地下铺设了几英里长的排水管，以清除沼泽中的水。在施工过程中，数百吨的石头和泥土被运离，形成了排水良好的阶梯台地、丘陵、假山和湖泊。帕克斯顿在不同的地方种植了各种乔木和灌木，这样游客在公园漫步时就能欣赏到公园惊艳的、隐藏的特色。公园建筑包括瑞士桥、船屋、诺曼小屋、哥特式小屋、城堡小屋和意大利小屋。伯肯海德公園大門由刘易斯·霍恩布洛尔设计，帕克斯顿对设计进行了修改。大门形态酷似凯旋门，柱子为爱奥尼柱式。
第一次世界大战期间，该公园的一部分被柴郡团第3营用作军事训练场。新兵们留在格兰奇西路的伯肯海德兵营。良心拒服兵役者被送往第三营，因为该营名声不佳。当地一名工会成员，乔治·比尔兹沃思（George Beardsworth）的家人看着他在公园的障碍物上被反复殴打和抛摔。尽管他在伯肯海德受到的待遇在议会上引起了质疑，并在法庭上对涉案人员提起了诉讼，但从未有人受到谴责或起诉。1917年，威尔士国家艺术节在公园内举行，首相大卫·劳埃德·乔治（David Lloyd George）出席。伯肯海德公园已于1878年和1879年举办了该活动。在第二次世界大战期间，该地区遭到炸弹袭击，一架噴火戰鬥機在公园内迫降。

1977年，该公园被指定为保护区，并于1995年被英格蘭遺產委員會列为一级景观。到20世纪末，这座公园变得破败不堪，无人问津。从2000年代末开始，它进行了大规模的修复工作，新建了游客中心，并恢复了其原有建筑和桥梁，清理了园内湖泊，疏通了排水系统。2007年，公园完成了为期五年，花费1150万英镑的翻修工程。这项工程由国家遗产彩票基金、威拉尔海滨SRB、威拉尔理事会和欧洲联盟通过Objective One计划共同出资。经过改造，公园内大部分原始特征恢复到了维多利亚时代的景象。

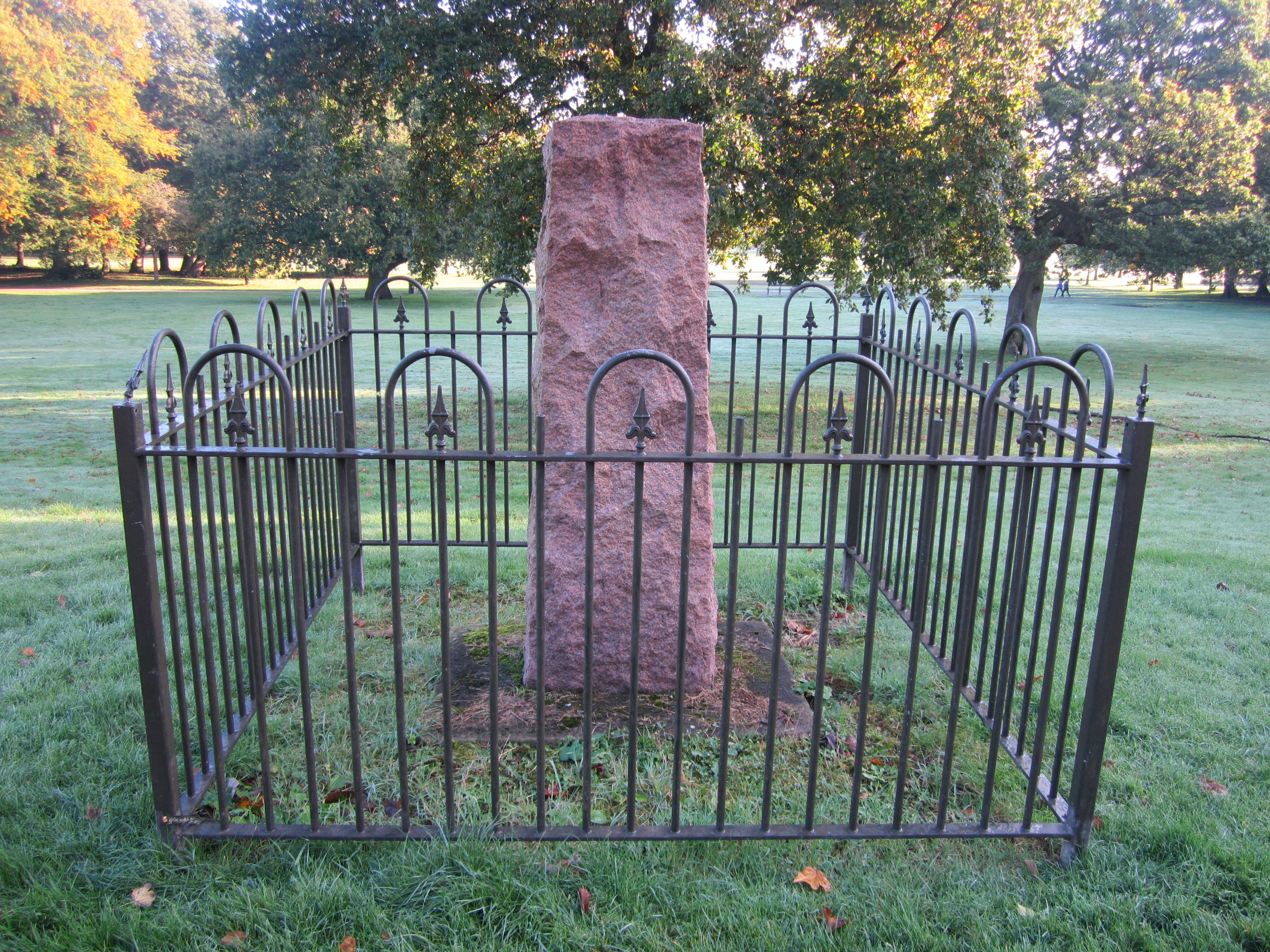
公园内举办过威尔士国家艺术节

## 对其他公园的影响

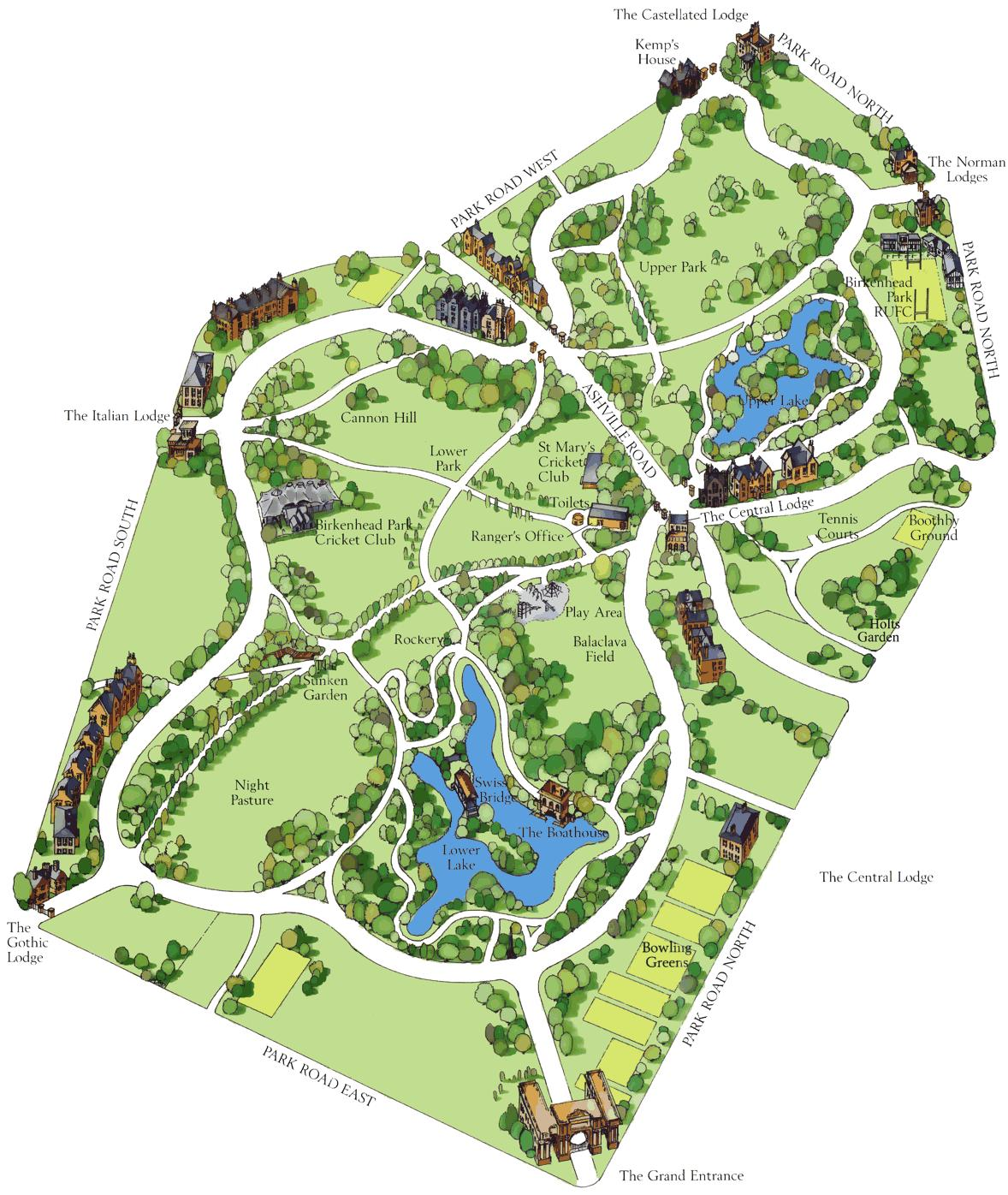
伯肯海德公园地图

伯肯海德公园是英国第一个使用公共支出建立的城市公园。在伯肯海德公园之前，所有公园都是由私人或私人组织建立的。这些公园中尽管有些向公众开放，但审批通过权属于私人。伯肯海德公园无论在在英国国内，还是国际上都对城市公园的设计产生了影响，被认为是城市公园历史上的一个里程碑。
1850年，美国景观设计师弗雷德里克·奧姆斯德乘船抵达利物浦。在英格兰西北部，他参观了伯肯海德公园和其他几个城市公园。他指出，伯肯海德是一座“模范城市”，它的建设“完全符合19世纪应有的先进科学、品味和进取精神”。1858年，奧姆斯德和卡尔弗特·沃克斯（Calvert Vaux）赢得了为快速发展的纽约市设计新公园中央公园的竞赛。

奥姆斯特德对帕克斯顿的设计印象深刻。在他的著作《美国农民在英格兰的行走与交谈》中，他写到了作为一种美学形式的社会价值：

我花上五分钟来羡慕与赞美公园，再花上几分钟的时间研究艺术如何从自然中获得如此多的美，我准备承认，在民主的美国，没有什么可以与人民花园相提并论。

奧姆斯德还指出了公园园艺的“完美”：

我无法形容如此多的品味和技巧所带来的影响，我只想告诉你，我们经过一条蜿蜒的小路，越过一亩又一亩的土地，表面不断变化，那里的各个角落都生长着各种各样的灌木和花卉，它们的优雅程度超过了自然，它们都位于最绿色、最接近的草坪的边界，而且都保持着整齐划一。

## 景点
伯肯海德公园大門位于伯肯海德公园的东北入口。它由三个拱门组成，两侧是小屋，为爱奥尼柱式。入口由路易斯·霍恩布洛尔设计，公园设计师约瑟夫·帕克斯顿进行了修改。公园及其入口于1847年开放。
瑞士桥建于1847年，是一座23英尺（7.01米）长的人行跨度桁条结构桥梁，是英国唯一一座传统木制结构的廊桥（类似于北美和欧洲的廊桥）。这座桥是仿照瑞士木桥的风格建造的。

罗马船屋坐落在公园的湖边，上层曾经是乐队演奏台。它由石头建造，由一个方形的亭子组成，亭子上有一个通向船屋的弓形拱门，上面是一个连拱廊和壁柱层，还有一个斜屋顶。

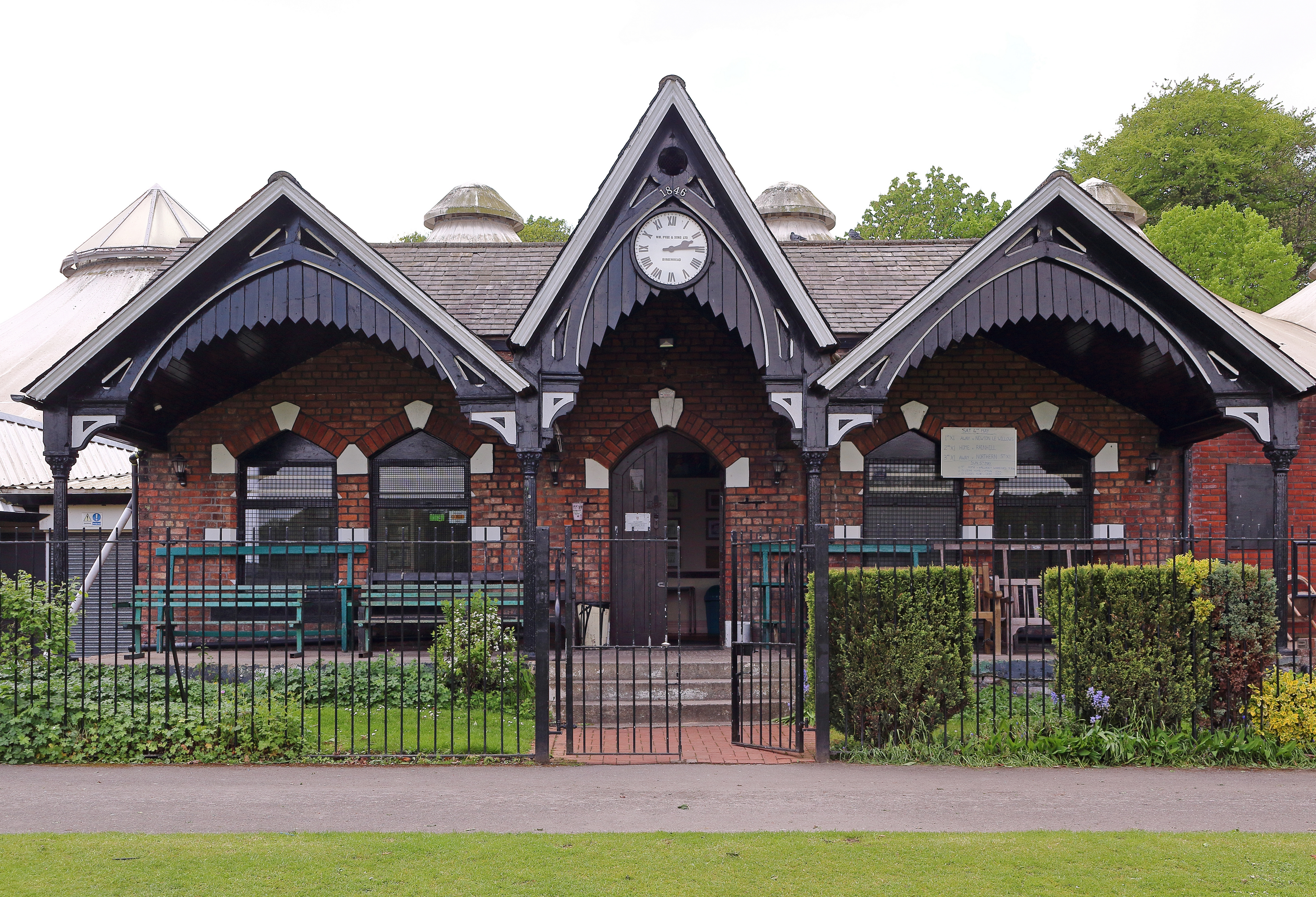
公园内的板球馆

板球馆建于1849年，由刘易斯·霍恩布洛尔设计，是单层砖砌建筑，屋顶覆盖威尔士石板。前面是一个木制阳台，由铸铁打造的科林斯柱支撑。中间山墙的顶部有一个时钟，还刻有日期——1846年，俱乐部成立的日期。这是英国现存最早的板球馆之一。

伯肯海德公园大門附近的杰克逊纪念饮水喷泉是1860年建造的。它由抛光的花岗岩建造，坐落在台阶环绕的山形底座上。这是献给在公园的建造中发挥了重要作用的约翰·萨默维尔·杰克逊的。

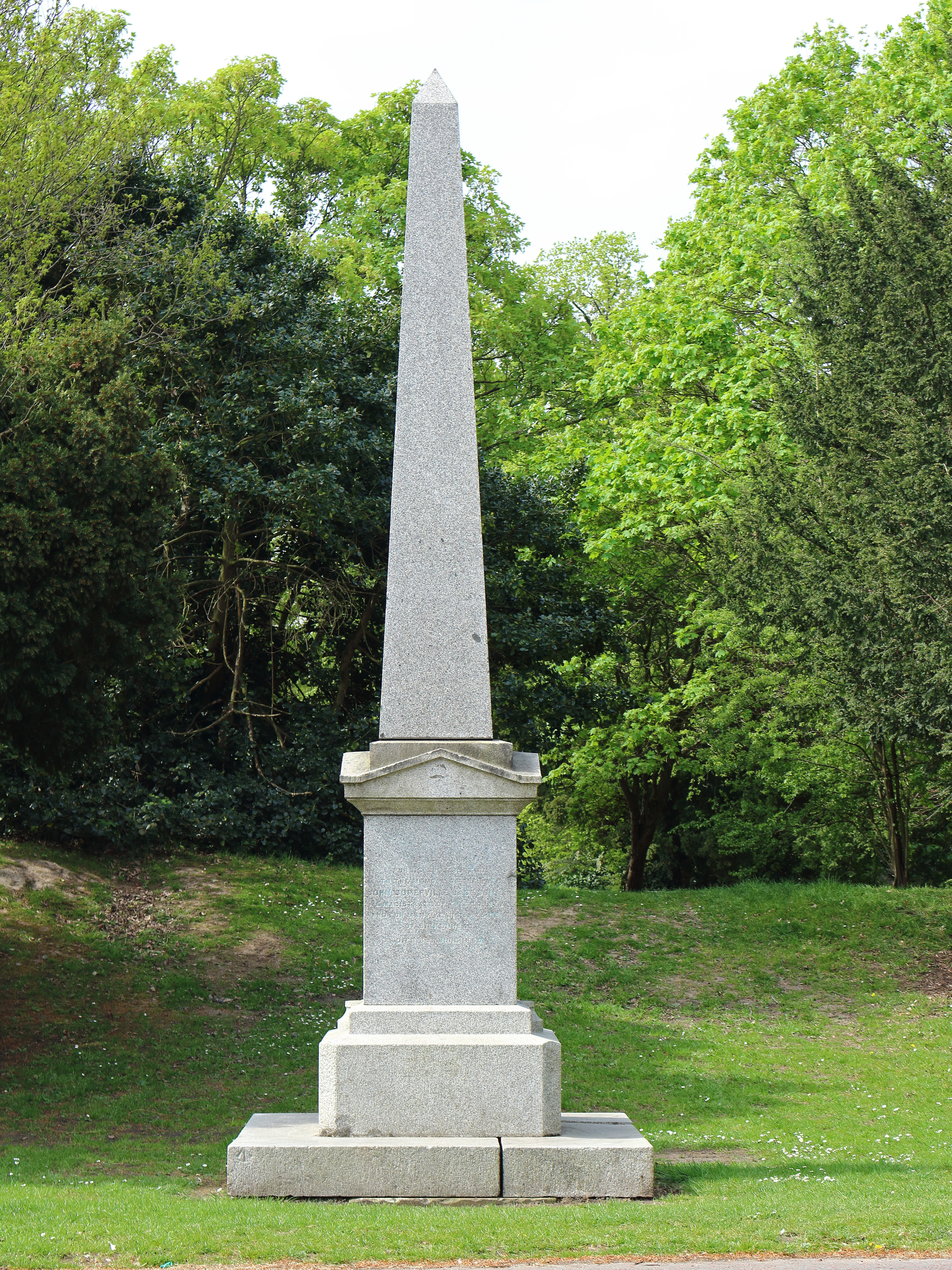
杰克逊纪念饮水喷泉

## 公园设施

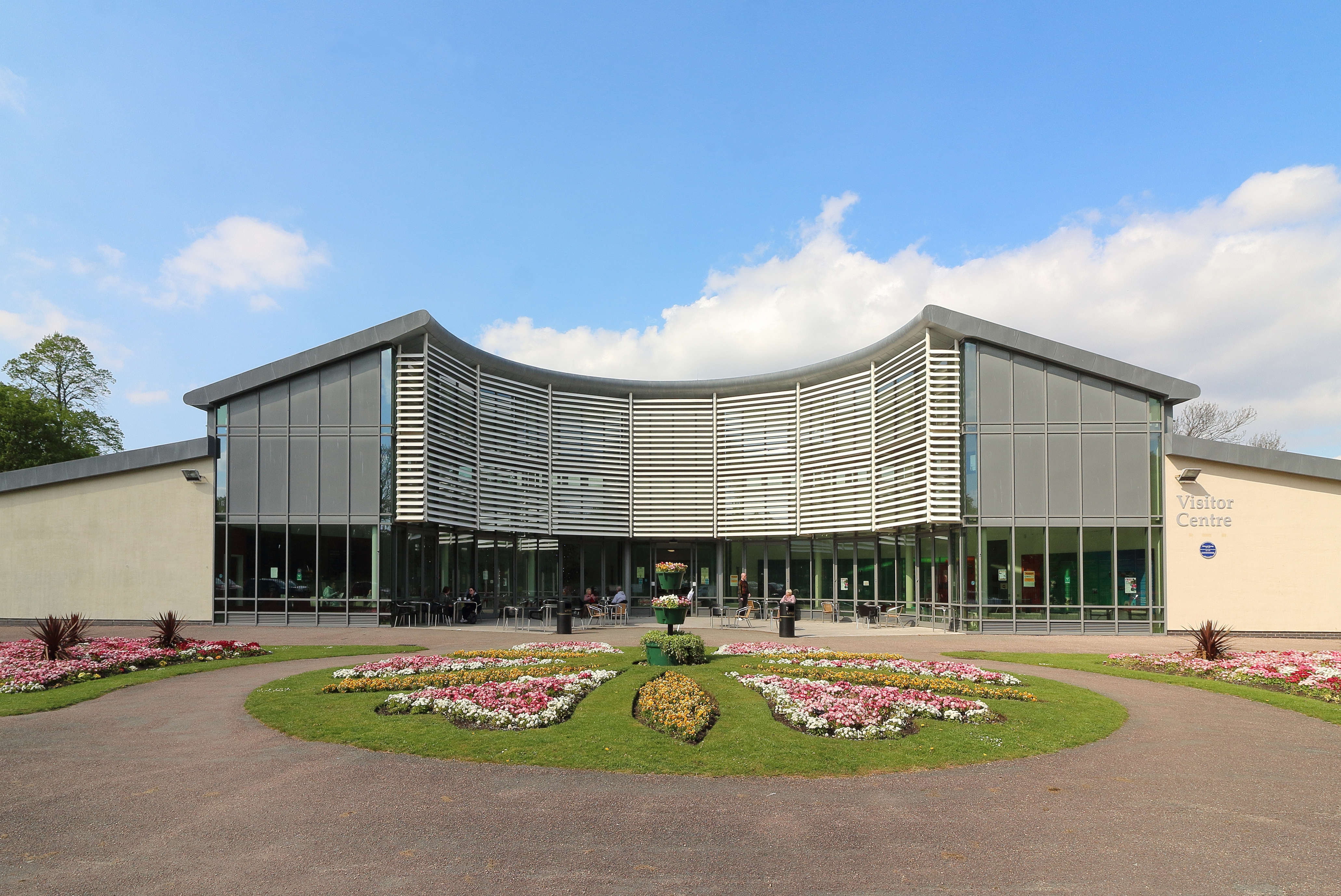
游客中心

公园内有一个带咖啡馆的游客中心、一个儿童游乐区、景观花园、两个板球俱乐部、一个橄榄球俱乐部、假山、网球场、保龄球场、足球场、两个大型的可以钓鱼的湖泊、健身步道和绿道。

## 延伸阅读
- McInniss, Jean. . Countyvise Ltd. 1984. ISBN 9780907768753. OCLC 751775734.